# Libro Verde (Aragón)
El Libro Verde de Aragón es un manuscrito de 1507 y muy difundido en los siglos XVI y principios del XVII, en el que aparecen las genealogías de familias aragonesas con sus antecedentes conversos. El libro es parte de las obras genealógicas anónimas llamadas Libros Verdes que proliferaron durante estos siglos.
Hay autores que consideran que ese no fue su título, pero al final se le conoció como tal por las velas de color verde que llevaban los condenados en los autos de fe.

## Historia
El libro data de 1507 y fue difundido sin ningún problema durante el siglo XVI.
En 1601 la Diputación lo calificó de libelo. Fue examinado por expertos teólogos y personalidades de la Corona de Aragón siguiendo los siguientes criterios: 
- Si en el fuero interior de la conciencia pueden tener y mostrar este libro las personas que hoy lo tienen sin escrúpulos de pecado mortal siendo tan pernicioso en materia grave
- Si los testigos examinados en información de limpieza puedan afirmar con juramento las faltas de los linajes por lo que un libro tan sospechoso dice sin escrúpulos de pecado mortal
- Si tales testigos no habiendo otro fundamento concluyente en que se funde la mala opinión y fama de raza, sino el libro, podrán sin pecar mortalmente deponer de voz común y fama pública procediendo como procede de un origen tan incierto y peligroso

Al final decidieron que era un escrito difamatorio, que el autor, si viviese, debería ser castigado con la máxima pena, y que uno cometía grave falta tanto si lo tenía como si lo enseñaba o divulgaba, o si no lo quemaba.
En 1615 vuelve la Diputación a solicitar las censuras y en 1620 el Tribunal de la Inquisición prohíbe so pena de castigo físico la lectura del libro.  Se recogieron los ejemplares y fueron quemados en la Plaza del Mercado de Zaragoza en 1622. Como anécdota al respecto, cabe destacar que Felipe III (IV de Castilla), envió un mensaje al inquisidor Andrés Pacheco, obispo de Cuenca para felicitarle (17 de septiembre de 1623).

## Finalidad
La finalidad del autor al escribirlo la deja clara nada más empezar el manuscrito.  Siendo asesor de la Inquisición y según sus propias palabras, huve clara noticia de la mayor parte de los conversos deste reyno de Aragón y allí deliberé de hazer este sumario por dar luz a los que tuvieran voluntad de no mezclar su limpieza con ellos que sepa de qué generaciones de judíos descienden los siguientes, por que la expulsión general dellos fecha en España en el año 1492 no quite de la memoria lo que fuesen sus parientes. También se intuye que otro de los motivos hubiera poder sido el impedirles el acceso a los cargos más altos del servicio real y de las profesiones distinguidas y lucrativas.
En su tesis doctoral, Monique Combescure plantea que el libro verde apunta principalmente a los defensores más acérrimos de los fueros de Aragón, el Duque de Villahermosa entre ellos. En palabras de esta autora, cabe preguntarse, si este libelo no es una máquina de guerra desarrollada por alguien cercano a Felipe II, si no el propio rey, para reforzar su política hegemónica.

## El autor
No está muy claro quién es el autor del libro, por eso se prefiere considerar como anónimo.  No obstante, hay varias teorías que se exponen a continuación.

### Anquias
Rodrigo Amador de los Ríos lo atribuye a una persona llamada Anchias (Andias o Anquias, según las fuentes).
Anchias fue notario de la Inquisición (Zurita, Anales, XX, LXV), ocupando la notaría de caja (1478-1479 y 1500-1505), y luego, dedicado al comercio, tuvo tratos con conversos y judíos.  Su cargo lo desempeñó en los tribunales de Huesca y Lérida. 
En 1507 se declaró la peste en Zaragoza y, huyendo de esta, pasó por las localidades de Peñaflor y Belchite, para acabar volviendo a Zaragoza.  Según las palabras del propio autor, no era muy dado al ocio, así que aprovechó su tiempo libre en Belchite para empezar a redactar el libro.
Como persona física interviene en ciertas transacciones. La primera se sustancia en 1488, cuando arrienda al tejedor Antón de Tolosa por 133 sueldos unas casas en la Carrera Nueva de la parroquia de San Felipe. Un año más tarde, y atendiendo un mandato regio, Gento Atortox, judío, mercader, hijo de Salamon, habitante en Tauste, le enajena por 260 sueldos un granero en la judería de la villa, lindante con otro granero de Juce Atortox, médico, aunque no queda meridianamente claro si lo hace en virtud de un cargo público o a título individual.
En cuanto a su actividad profesional resulta particularmente útil el quaderno de los albaranes efectuado por Anquias —las apocas quel senyor Anchias ha de sacar de la recepta— bajo las órdenes de mosén Juan de Enbún, receptor de la Inquisición en el bienio 1486-87, auxiliado por su lugarteniente mosén Simón Tirado. Un hecho objetivo que su presencia en  la burocracia inquisitorial se produce desde que el Santo Oficio se instala en Zaragoza.
En uno de los libramientos se señala el pago de 572 sueldos 2 dineros por la prorrata de los tres meses y trece días que he servido mi officio de notario de la Sancta Inquisicion, abarcando desde el 17 de agosto hasta el 1 de diciembre del citado año. Aparece un dato muy interesante con respecto a su persona: dexe la notaria de la Inquisicion el dito día primero de deziembre.
Lo que al principio parecía ser un cese o una excedencia, se trata más bien de un ascenso, pues, sin dejar de ser notario afecto probablemente al embargo e inventario de bienes, pasa a ser notario qui so creado por el rey nuestro sennor para la recognicion de la judicatura de los bienes en el Officio de la Sancta Inquisicion o notario qui so puesto por el rey nuestro sennor para scitar y testifficar los processos e actos de la judicatura de los pleytos e bienes en el Officio de la Inquisicion. Su salario aumenta un 25%, siendo retribuido con 2.500 sueldos anuales cobrados cuatrimestralmente, quedando constancia de los abonos del período comprendido entre el 1 de diciembre de 1487 y el 31 de julio de 1488 (dos pagos de 833 sueldos 4 dineros) .

### Otros autores
Manuel Serrano y Sanz atribuye en 1918 el libro a Martín Martínez de Teruel, Tristán de la Porta y Martín de la Raga.  Las razones que aduce es que Anquias no fue asesor, como afirma el manuscrito, sino notario del secreto. 
Latassa lo atribuye a Micer Manente, asesor de la Inquisición en Huesca y Lérida entre 1480-1490 y más tarde fiscal.  Además es jurista y asesor del valle de Echo.  Si realmente hubera sido el autor, él mismo aireó todo lo referente a su familia, los Paternoy. Latassa atribuye que Anchias aparezca al comienzo del libro a que lo corregiría para equilibrarlo. Por todo ello muchos autores consideran poco consistentes los argumentos sobre la autoría de unos y otros, y prefieren considerarlo como anónimo.

## Material conservado
Como ya se mencionó previamente, todos los volúmenes fueron destruidos y se impuso una pena a aquel que guardara alguno para sí.  No obstante, quedan varios manuscritos: en la Biblioteca Colombina (Sevilla), Archivo Histórico Nacional (Madrid), Biblioteca Nacional (Madrid), Archivo General del Reino de Valencia y en la Biblioteca del Colegio de Abogados de Zaragoza (este último es una copia de siglos posteriores).
Se ha publicado un volumen hecho como recopilación del material existente: Combescure Thiry, Monique; Motis Dolader, Miguel Ángel (2003). El libro verde de Aragón. Certeza. p. 291. ISBN 84-88269-99-4.